# Heterargus subaequus
Heterargus subaequus es una especie de coleóptero de la familia Zopheridae.  El nombre científico de esta especie fue publicado en 1914 por Thomas Broun.

## Distribución geográfica
Habita en Nueva Zelanda.